# Viktor Tóth
Viktor Tóth (* 19. Mai 1977 in Kiskunhalas) ist ein ungarischer Jazzmusiker (Altsaxophon, Komposition).

## Leben und Wirken
Tóth begann sein Musikstudium im Alter von 14 Jahren. Prägend war die Begegnung mit dem Saxophonisten Ákos Molnár zu dem Zeitpunkt, als er die Musik der Beschäftigung mit der Architektur vorzog. Ende der 1990er Jahre war er Mitglied mehrerer ungarischer Formationen. 1998 wurde er in die Jazz-Abteilung der Franz-Liszt-Musikakademie aufgenommen, die er 2003 mit hervorragenden Ergebnissen abschloss. Während dieser Zeit bildete er sein erstes Trio mit Zoltán Oláh und András Mohay, dann seine erste Quartettformation mit Gábor Cseke, Mátyás Szandai und András Mohay.
Tóths Debütalbum Tercett wurde 2005 veröffentlicht. Auf BMC folgte das Album Climbing with Mountains (2007) – mit Hamid Drake und Mátyás Szandai – im selben Jahr wurde er in Ungarn zum Jazzmusiker des Jahres gewählt. In ähnlicher Besetzung veröffentlichte er Tartim (2009), gefolgt von Popping Bopping (2011, mit Bart Maris). Im Jahr 2013 gründete er in ungewöhnlicher Besetzung (mit Miklós Lukács am Cimbalom und György Orbán am Kontrabass) das Tóth Viktor Arura Trió, das im Folgejahr das Album Szemed Kincse/The Present publizierte, das 2015 von der ungarischen Kritik zum Jazzalbum des Jahres gewählt wurde. 2015 nahm er mit dem Rapper Simple One das Album Viktor Tóth & Mahasimbadavi Players auf. 2017 folgte mit seinem um Gareth Williams verstärkten Tercett das Album But Inside. Auch betreibt er ein Saxophonquartett Road Six Sax und ein Jazz-Hip-Hop-Projekt, Bird Food Market. 
Tóth trat zudem in Konzerten mit Imre Kőszegi, Gyula Babos, Attila László, Béla Szakcsi Lakatos, Mihály Dresch, Kálmán Oláh oder Ferenc Kovács auf, aber auch mit William Parker, Henry Franklin, Leena Conquest, Peter Finch, Arnie Somogyi, Winston Clifford, Tim Giles, John Betsch und Eric Allen. Er ist zudem auf Alben mit Michael Schiefel/Cool Runnings Orchestra, Djabe, Tamás Berki und Piotr Wojtasik zu hören.